# Solidarność Pracy
Solidarność Pracy (SP) – lewicowe stowarzyszenie polityczne, wywodzące się z „Solidarności”, działające w latach 1990–1992.

## Historia
Początkowo solidarnościowe środowisko centrolewicowe działało od 1989 w Obywatelskim Klubie Parlamentarnym, jako „Grupa Obrony Interesów Pracowniczych”, zrzeszając blisko 25 parlamentarzystów. Po rozpadzie tej grupy kilku posłów założyło w listopadzie 1990 ramach OKP koło „Solidarność Pracy”, które w marcu 1991 wyodrębniło się z OKP jako samodzielny klub parlamentarny liczący 5 osób na koniec kadencji (Kazimierz Błaszczyk (PPS), Ryszard Bugaj, Aleksander Małachowski, Andrzej Miłkowski – rzecznik parlamentarny, Roman Niegosz). Przed wydzieleniem klubu parlamentarnego grupę lewicową reprezentowali także m.in. senatorowie OKP Jan Józef Lipski i Karol Modzelewski.
W wyborach parlamentarnych w 1991 Komitet Wyborczy „Solidarność Pracy” uzyskał 230 975 głosów (2,06%), co przyniosło temu ugrupowaniu 4 mandaty poselskie, które objęli Ryszard Bugaj, Piotr Czarnecki, Wojciech Kwiatkowski i Aleksander Małachowski.
W 1992 SP wraz z Ruchem Demokratyczno-Społecznym, Wielkopolską Unią Socjaldemokratyczną i innymi środowiskami współtworzyła Unię Pracy, co zakończyło jej samodzielną działalność.